# Schuldslavernij
Schuldslavernij is een vorm van slavernij die ontstaat wanneer een schuldenaar zijn vrijheid verpand heeft en zijn schuld niet kan afbetalen. Vaak is het daarbij zo dat de schuldenaar slechts in slavernij verkeert tot hij zijn schuld heeft afgelost door dwangarbeid te verrichten (of de schuld op een andere manier wordt afgelost), hoewel de termijn van onvrijheid ook wel eindeloos kan zijn. Dit had te maken met het feit dat tegenover afname van de schuld door de arbeid ook toename stond door (woeker)rente waardoor het aflossen langer dan een mensenleven duurde. De schuld kon op de kinderen overgaan die hierdoor ook in slavernij belandden.
Deze vorm van slavernij was al bekend bij de eerste beschavingen in het oude Nabije Oosten en was daar de meest gangbare vorm. De vorm waarin mensen als (verhandelbare) eigendommen worden beschouwd, werd in de meeste samenlevingen in de oudheid beperkt tot krijgsgevangenen en de slachtoffers van piraterij. De oude beschavingen onderkenden de ontwrichtende effecten van schuldslavernij en troffen daar maatregelen tegen, zoals periodieke kwijtschelding, overgeleverd in de Bijbelse traditie van het sabbatsjaar.
Ook het oude Griekenland en het oude Rome kenden het probleem van schuldenaarsopstanden, maar daar werd een andere oplossing gevonden: de schuldslavernij werd in beide afgeschaft en vervangen door kolonisatie en militaire expansie. In het geval van het Griekenland van de vijfde en vierde eeuw kwam hierdoor een stroom krijgsgevangen slaven op gang, terwijl met name in Athene een middenklasse ontstond die tijd en geld had om deel te nemen aan het staatsbestuur.